# Нагибин, Василий Николаевич
Васи́лий Никола́евич Наги́бин (21 января 1908, с. Лаишев, Лаишевский уезд, Казанская губерния, Российская империя — 6 января 1987, Свердловск, РСФСР, СССР) — советский лыжник, многократный чемпион и призёр первенств Советского Союза. Выступал на всесоюзном уровне в 1940-х годах, на соревнованиях представлял Свердловскую область и спортивное общество «Строитель Востока», заслуженный мастер спорта СССР (1946). Также известен как преподаватель и спортивный функционер, директор Свердловского техникума физической культуры. Участник Великой Отечественной войны.

## Биография
Родился 21 января 1908 года в селе Лаишев Лаишевского уезда Казанской губернии.
С 1925 года работал мастером в сельском почтовом отделении связи.
В 1930 году был призван в ряды Красной армии, проходил срочную службу в Свердловске в отдельном батальоне связи, в 1932 году вступил в КПСС. По окончании срока службы остался в городе и в 1934 году поступил в Свердловскую высшую коммунистическую сельскохозяйственную школу, тогда же начал серьёзно заниматься лыжными гонками.
С 1937 года работал инструктором свердловского областного комитета по физкультуре и спорту, в 1938 году занял должность заместителя председателя центрального совета добровольного спортивного общества «Строитель Востока».
Нагибин неоднократно становился победителем и призёром первенств РСФСР и ВЦСПС, в 1940 году был участником знаменитого лыжного перехода из Свердловска в Новосибирск.
Участвовал в Великой Отечественной войне, был командующим взвода связистов, в ходе боевых действий получил два ранения, награждён несколькими боевыми медалями. По окончании войны назначен председателем центрального совета спортивного общества «Строитель Востока».
Первого серьёзного успеха на всесоюзном уровне добился в 1943 году, когда выступил на чемпионате СССР по лыжным гонкам в Свердловске и одержал победу в эстафете 4 × 10 км. На следующем всесоюзном первенстве в составе сборной команды Свердловской области был лучшим в беге патрулей на 20 км. Ещё через год на аналогичных соревнованиях в том же Свердловске трижды поднимался на пьедестал почёта, в том числе стал бронзовым призёром в индивидуальной гонке на 50 км, серебряным призёром в эстафете и защитил чемпионский титул в двадцатикилометровом беге патрулей. Последний раз показал сколько-нибудь значимый результат на всесоюзном уровне на чемпионате 1946 года, когда выиграл серебряную медаль в эстафетной гонке. За выдающиеся спортивные достижения удостоен почётного звания «Заслуженный мастер спорта СССР» (1946).
После завершения карьеры спортсмена работал преподавателем в Свердловском техникуме физической культуры, впоследствии заведовал учебной частью и занимал должность директора этого учебного заведения. Окончил заочное отделение Института имени Лесгафта (1952).
В течение многих лет занимался активной общественной работой, несколько раз избирался секретарём партийной организации техникума, депутат Ленинского районного Совета депутатов трудящихся города Свердловска на протяжении 4-х созывов, председатель депутатской комиссии райисполкома по культурно-массовой и спортивной работе, член Президиума Свердловского областного совета Союза спортивных обществ и организаций, входил в состав тренерского совета национальной сборной СССР по лыжному спорту, член Совета директоров высших учебных заведений и техникумов по научно-методической работе центрального совета спортивных обществ и организаций СССР. С 1985 года член Книги Почёта свердловского областного совета добровольного спортивного общества «Спартак».
Умер 6 января 1987 года в Свердловске. Похоронен на Широкореченском кладбище.
В 2016 году установлена мемориальная доска на доме, где жил В. Н. Нагибин (улица Белинского, 12).

## Награды
- Орден Трудового Красного Знамени
- Орден «Знак Почёта»
- Медаль «За трудовую доблесть» (27.04.1957) — «за успехи, достигнутые в деле развития массового физкультурного движения в стране, повышения мастерства советских спортсменов, и успешное выступление на международных соревнованиях»
- Медаль «За победу над Германией в Великой Отечественной войне 1941—1945 гг.»
- несколькими юбилейными медалями
- Отличник физической культуры и спорта
- ветеран спорта РСФСР